# Удербаев, Ергара
Ергара́ Удерба́ев (1920, село Уч-Арал, Аулиеатинский уезд, Сырдарьинская область, Туркестанская АССР — неизвестно, село Ушарал, Таласский район, Джамбулская область, Казахская ССР) — старший чабан совхоза «Таласский» Таласского района Джамбулской области, Казахская ССР. Герой Социалистического Труда (1966).

## Биография
Родился в 1920 году в крестьянской семье в селе Уч-Арал (сегодня — Ушарал) Аулиеатинского района. С 1936 года трудился чабаном в совхозе «Таласский» Таласского района до призыва в 1941 году в Красную Армию по мобилизации. Участвовал в Великой Отечественной войне. Воевал пулемётчиком в составе 160-го стрелкового полка 224-й стрелковой дивизии. Во время обороны Ленинград получил ранение. После демобилизации в 1945 году возвратился на родину, где продолжил трудиться чабаном в родном совхозе. Позднее был назначен старшим чабаном в этом же совхозе.
Ежегодно показывал высокие трудовые результаты в овцеводстве. В годы Семилетки (1959—1965) ежегодно выращивал не менее 140 ягнят от каждой сотни овцематок и занимал передовые места в социалистическом соревновании среди чабанов совхоза. В 1963 году получил по 145 ягнят, в 1964 году — по 160 ягнят и по итогам завершающего 1965 года пятилетки — 161 ягнёнка от каждой сотни овцематок. Указом Президиума Верховного Совета СССР от 22 марта 1966 года удостоен звания Героя Социалистического Труда за «достигнутые успехи в развитии животноводства, увеличении производства и заготовок мяса, молока, яиц, шерсти и другой продукции» с вручением ордена Ленина и золотой медали «Серп и Молот» (№ 11286).
Неоднократно участвовал во Всесоюзной выставке ВДНХ.
В 1970-е годы вышел на пенсию. Проживал в Джамбулской области. Дата смерти не установлена.
Память
Его именем названа улица в его родном селе Ушарал Таласского района. 
Награды
- Герой Социалистического Труда
- Орден Ленина
- Медаль «За оборону Ленинграда» (22.12.1942)
- Медаль «За победу над Германией в Великой Отечественной войне 1941—1945 гг.»